# فرودگاه ایبادان
فرودگاه ایبادان (انگلیسی: Ibadan Airport) یک فرودگاه همگانی با کد یاتا IBA، واقع در شهر ایبادان ایالت اویو نیجریه است.

## خطوط هوایی و مقصد
| شرکت‌های هواپیمایی | مقصدهای پروازی |
| ----------------- | -------------- |
| آریک ایر          | آبوجا          |
| آسوشیتد ایویشین   | آبوجا، لاگوس   |
| اوورلند ایرویز    | آبوجا، لاگوس   |